# Quest
Das Wort Quest (feminin; deutsch „Suche, Suchmission“, englisch quest, eingedeutschter Plural „Quests“, aus dem altfranzösischen la queste, aus dem lateinischen quaestio „Forschung, Frage“ bzw. quaerere „fragen, suchen“) bezeichnet ursprünglich in der Artusepik die Heldenreise oder Âventiure eines Ritters oder Helden, in deren Verlauf er verschiedene Aufgaben löst, Abenteuer besteht, Feinde besiegt, Objekte findet, Schwierigkeiten überwindet und dadurch Ruhm und Erfahrung erntet oder sein angestrebtes Ziel erreicht (zum Beispiel den heiligen Gral). Sinn der Quest ist im Allgemeinen die Erfüllung ehrenvoller Pflichten, aber auch die innere Reifung und Reinigung eines Helden.

## Gegenwartsliteratur
In der zeitgenössischen Literatur taucht in Anlehnung an die mittelalterliche „Queste“ (mythologische Suche im Sinne einer Heldenreise oder Âventiure eines Ritters oder Helden) das Erzählprinzip der Quest zumeist in der High Fantasy auf, aber auch in der Science-Fiction und im postmodernen Roman. Beispiele sind Andreas Eschbachs Roman Quest und Herbert Genzmers Roman Das Amulett. Auch in Salman Rushdies Quichotte (2019) spielt die Quest eine Rolle.

## Filme
Der Oscar-prämierte und international vielfach ausgezeichnete deutsche Puppentrickfilm Quest (Regie: Tyron Montgomery, Produktion: Thomas Stellmach) schildert die allegorische Suche einer Sand-Figur nach Wasser. Die Geschichte führt die Figur durch Welten aus Papier, Stein und Eisen, in denen sie Gefahren ausgesetzt wird und Hindernisse bewältigen muss, bis sie zum Schluss scheinbar dort ankommt, von wo sie aufgebrochen ist.

## Computerspiele
In Computerspielen, vor allem in Rollenspielen, Adventures und Multi User Dungeons, sind Quests annehmbare Aufträge, welche im Regelfall von computergesteuerten Figuren (NPC) erteilt werden. Unterschieden wird zwischen Haupt- bzw. Mainquests und Neben- bzw. Sidequests, wobei die Hauptquests in der Regel die Geschichte vorantreiben und die Nebenquests eher dazu dienen, die Charakterwerte des Spielers zu erhöhen, Schätze zu finden und seine Ausrüstung zu verbessern. Jede Quest basiert auf einem einfachen Muster, das vom Spieler schnell verstanden wird: Der Held muss einen bestimmten Ort erreichen, etwa um ein wichtiges Objekt zu finden, ein Rätsel zu lösen, einen Feind zu besiegen oder eine Person zu befreien. Dabei schart der Suchende oft auch Reisegefährten um sich, die ihm bei der Ausführung seines Auftrags mit ihren speziellen Fähigkeiten zur Seite stehen und eventuell Kosten verursachen. Häufig werden auch Objekte – etwa Waffen oder magische Gegenstände – eingesammelt, die eine ähnliche Funktion erfüllen. Am Ende mehrerer Quests steht die Überwindung eines besonders schwierigen Gegners oder die Lösung einer kompletten Questreihe. Die Struktur der Quests ist somit beschreibbar als letztlich lineare Tretmühle, die aus nichtlinear verknüpften Einzelepisoden besteht.